# Köttfärsfrestelse
En köttfärsfrestelse är en maträtt som är mycket lik Janssons frestelse men innehåller köttfärs i stället för ansjovis.